# República Srpska
|  | No s'ha de confondre amb Sèrbia. |

La República Srpska (oficialment: República Sèrbia, del serbi Republika Srpska, escrit en ciríl·lic Република Српска) és una de les entitats polítiques que formen l'estat de Bòsnia i Hercegovina (amb la Federació de Bòsnia i Hercegovina i el districte de Brčko).
Es va constituir arran dels Acords de Dayton en acabar la Guerra de Bòsnia el 1995. Tal com indica l'article 9 de la Constitució de la República Srpska, "la capital de la República Srpska és Sarajevo", però de facto la capital és Banja Luka. La República Srpska està habitada majoritàriament per serbis. Moltes vegades és anomenada pel seu nom oficial en serbi (Republika Srpska) per tal d'evitar confusions amb la República de Sèrbia (Republika Srbija), més habitualment coneguda simplement com a Sèrbia, hereva de l'antic estat iugoslau.

## Etimologia
La paraula "Srpska" es pot interpretar com un adjectiu (serbi), i, tenint en compte les normes lingüístiques per a la creació de noms de països en serbi i en altres llengües eslaves, també com a nom propi. El nom serbi per a diversos països és similar: França - Republika Francuska (Република Француска), que és també el nom oficial francès de França (République Française); Croàcia - Republika Hrvatska (Република Хрватска); Bulgària - Republika Bugarska (Република Бугарска), i així successivament. El govern de la Republika Srpska utilitza en anglès el terme Republic of Srpska en actes oficials, tal com ho fa el Govern d'Espanya, que ha adoptat República Srpska com a denominació oficial.
La traducció República Sèrbia, no s'accepta universalment, ja que és una entitat de tres grups ètnics pel que l'adjectiu qualificatiu (gentilici ètnic) en aquesta traducció tendeix a violar els drets de les altres dues ètnies de l'entitat. Un estudi de la Universitat Complutense de Madrid suggereix que aquesta grafia suposa prendre com a adjectiu una paraula (Srpska) que és, en realitat, un substantiu, donant com a millor solució respectar la paraula Srpska en la seva llengua original i traduir, Republika Srpska com a República Srpska.

## Presidents de la República Srpska
| Nom                           | Vida        | Inici del mandat        | Final del mandat                            | Partit polític                                                                   |
| ----------------------------- | ----------- | ----------------------- | ------------------------------------------- | -------------------------------------------------------------------------------- |
| Radovan Karadžić              | 1945 -      | 7 d'abril de 1992       | 19 de juliol de 1996                        | Partit Democràtic Serbi                                                          |
| Biljana Plavšić               | 1930 -      | 19 de juliol de 1996    | 4 de novembre de 1998                       | Partit Democràtic Serbi (fins a 1997) Aliança del Poble Serbi (a partir de 1997) |
| Nikola Poplašen               | 1951 -      | 4 de novembre de 1998   | 2 de setembre de 1999                       | Partit Radical Serbi                                                             |
| Mirko Šarović                 | 1956 -      | 26 de gener del 2000    | 28 de novembre del 2002                     | Partit Democràtic Serbi                                                          |
| Dragan Čavić                  | 1958 -      | 28 de novembre del 2002 | 9 de novembre del 2006                      | Partit Democràtic Serbi                                                          |
| Milan Jelić                   | 1956 - 2007 | 9 de novembre del 2006  | 30 de setembre del 2007 (mort en el càrrec) | Aliança dels Socialdemòcrates Independents                                       |
| Igor Radojičić (interinament) | 1966 -      | 1 d'octubre del 2007    | 28 de desembre del 2007                     | Aliança dels Socialdemòcrates Independents                                       |
| Rajko Kuzmanović              | 1931 -      | 28 de desembre del 2007 | 15 de novembre del 2010                     | Aliança dels Socialdemòcrates Independents                                       |
| Milorad Dodik                 | 1959 -      | 15 de novembre del 2010 | 19 de novembre del 2018                     | Aliança dels Socialdemòcrates Independents                                       |
| Željka Cvijanović             | 1967 -      | 19 de novembre del 2018 | En el càrrec                                | Aliança dels Socialdemòcrates Independents                                       |

## Situació política
Milorad Dodik, antic President de la República Srpska i, en l'actualitat, membre serbi de la presidència tripartita de Bòsnia, va impulsar al Parlament de la República Srpska els seus plans de recuperar certes competències a les mans del poder central, inclòs l'exèrcit, el poder judicial i el sistema fiscal, i la moció per demanar aquestes competències es va aprovar el 14 de desembre del 2021. A causa d'aquests moviments, els Estats Units van adoptar el 5 de gener del 2022 sancions contra el líder serbobosni per les seves "contínues amenaces" a l'estabilitat i a l'aplicació dels Acords de Pau de Dayton, que van servir per posar fi a la guerra l'any 1995.